# Джонс, Джон (цареубийца)
Джон Джонс Мэсигарнедд (англ. John Jones Maesygarnedd; ок. 1597, Мерионетшир — 17 октября 1660, Вестминстер) — английский военный и политический деятель, был одним из членов суда, присудившего короля Карла I к смертной казни.

## Биография
Родился в Уэльсе, в семье Томаса Джонса и его супруги Эллен; обычно к его имени добавляют Мейсигарнедд, место где он родился и проживал. Во время Первой гражданской войны дослужился до звания полковника, командуя кавалерийским полком.
В ноябре 1647 года был избран депутатом парламента от Мерионетшира. Он участвовал во Второй гражданской войне, подавляя восстание роялистов под руководством сэра Джона Оуэна в Уэльсе. В январе 1649 года он стал одним из членов суда, которые подписали смертный приговор королю Карлу I, а после казни короля Джонс стал членом Государственного совета.
Был другом и сторонником политических взглядов Томаса Харрисона, который возглавлял комиссию по распространению Евангелия в Уэльсе, в которую Джонс был назначен, но так и не приступил к работе. В январе 1651 года Джонс прибыл в Ирландию, в качестве уполномоченного по делам этой страны. Он занимал эту должность до декабря 1653 года, когда был отозван из-за того, что выступал против установленного Оливерем Кромвелем протектората, который сосредоточил в нём неограниченную власть. Помирившись с Кромвелем, он стал комиссаром ополчения в Уэльсе, а в 1657 году вернулся в парламент, где стал депутатом Верхней Палаты.
После смерти Оливера Кромвеля, в правление его сына Ричарда продолжил критиковать систему протектората и выступал за создание Содружества. В июле 1659 года сопровождал в Ирландию Эдмунда Ладлоу, где он стал главнокомандующим войск. Выступив в поддержку Джона Ламберта, когда тот силой распустил парламент, он был арестован, а в январе 1660 года ему и нескольким членам парлмаента был выдвинут импичмент по обвинению в государственной измене, но Джонс был освобождён по соглашению.
После реставрации монархии престол занял сын казнённого короля Карл II, который потребовал наказания для тех, кто был причастен к казни его отца. Он был арестован и предстал перед судом, который приговорил его к смерти, как государственного изменника. 17 октября 1660 года он был казнён в Вестминстере через повешение, потрошение и четвертование.

## Семья
В первом браке был женат на Маргарет Эдвардс (ум. 1651), в браке с которой родились восемь детей, среди которых один сын пережил отца. Через пять лет после смерти первой жены во второй раз женился на Генриетте Уитстон, старшей сестре Оливера Кромвеля. Для обоих супругов это был второй брак; в этом браке детей у пары не было.